# Ladinia
La Ladinia è una regione storico-geografica italiana, che nella sua accezione prevalente è composta dalle cinque valli dolomitiche di lingua ladina, a cavallo tra le regioni di Trentino-Alto Adige e Veneto: la Val Badia, la Val Gardena, la Val di Fassa, la Valle di Fodóm (Livinallongo del Col di Lana e Colle Santa Lucia) e la Valle d'Ampezzo. Altre definizioni più estensive sono state proposte, includendo in essa le regioni del Cadore e dell'Agordino, e l'esatta definizione di Ladinia è pertanto oggetto di discussione.

## Terminologia
Il termine Ladinia è utilizzato con due differenti accezioni. L'accezione classica di Ladinia per indicare le cinque valli dolomitiche di Badia, Gardena, Fassa, Fodóm e Ampezzo, pur non rappresentando attualmente un'unità amministrativa, è utilizzato come retaggio di eventi storici e sociali comuni. Tale termine è attualmente l'unico ad essere generalmente riconosciuto. In tempi recenti, però, si è fatto uso del termine Ladinia per indicare l'intera area di lingua ladina, comprendendo quindi anche altri comuni della provincia di Belluno. Tuttavia non è ancora di uso comune, in quanto tale definizione corre parallela ad una serie di discussioni in ambito linguistico e giuridico ancora da dirimere. D'altro canto è sempre più frequente l'uso di riferirsi alla Ladinia nella sua accezione originale (Badia, Gardena, Fassa, Fodom, Ampezzo) come "Ladinia brissino-tirolese" per distinguerla dall'area bellunese per la quale solo recentemente si è iniziato a fare uso del termine.
Entro l'area della Ladinia brissino-tirolese si sono svolti eventi storici che portarono a una coesione etnica e coscienza territoriale maggiore e precoce rispetto ad altre aree di parlata ladina. Tale processo trova la sua origine principalmente in tre elementi:
- La lingua ladina, che ha sempre distinto quest'area dai territori tirolesi circostanti;
- L'appartenenza comune alla Contea del Tirolo, che ha portato la popolazione a identificarsi di conseguenza come tirolesi oltreché ladini e a fare proprio il concetto di Heimat e riconoscerla nel Tirolo. I ladini condividono la "superstimolazione identitaria" tipica dei sudtirolesi. Avendo condiviso anche gli eventi che in maniera particolare hanno contribuito a forgiare l'identità sudtirolese attuale, quali l'insorgenza tirolese e il periodo delle Opzioni.[4][5]
- L'inclusione di tutte e cinque le vallate per un periodo di diversi secoli nella diocesi di Bressanone, sia come amministrazione religiosa che politica (Principato vescovile di Bressanone).[6] Il percorso comune in ambito diocesano è stato particolarmente influente. Furono infatti i vescovi di Bressanone, istituendo nel 1603 il decanato Cis et ultra montes, a dare la possibilità alle valli Badia, Fassa e Fodom di essere amministrate da sacerdoti (decani, parroci e curati) di lingua ladina. In secondo luogo questo permise ai sacerdoti ladini di entrare in contatto lungo il loro ministero con i dialetti ladini delle diverse vallate. Furono proprio sacerdoti i primi a riconoscere la specificità delle diverse parlate ladine, sia tra di loro sia rispetto alla lingua italiana. Ad esempio Jan Batista Julian (canonico e segretario del vescovo Karl Franz von Lodron, 1808), Micurà de Rü (1833), Antone Trebo (1835) e Ujep Antone Vian (1864).[7] Infine ebbe una discreta importanza nella formazione dell'identità ladina la condivisione di tradizioni religiose, molto sentite e diffuse, tra le quali il pellegrinaggio dei ladini al Monastero di Sabiona, oggi ormai consuetudine della sola Val Badia, ma un tempo esteso anche alla Val Gardena e Fodom.[5][8]

Da un punto di vista amministrativo la Ladinia, nel 1906, fu vicina a essere elevata a circoscrizione elettorale con la stessa denominazione di Ladinia, tentativo interrotto per opposizioni politiche e per lo scoppio della prima guerra mondiale. Tra il 1925 e il 1938, inoltre, fu usato quale nome ufficiale del comune di Corvara in Badia.

## Storia
Intorno all'anno Mille, le popolazioni retoromanze occupavano un'area molto estesa nelle Alpi centro-orientali, che andava dalla Svizzera (Canton Ticino e Canton Grigioni) fino alle Alpi Giulie (attuale Slovenia occidentale).
Il ladino, parlato dai gruppi geograficamente più centrali di queste popolazioni, deriva dall'idioma latinizzato parlato dalle popolazioni indigene, di origine celtica e/o retica e romana, che a partire dal V secolo può aver ricevuto ulteriori apporti latinofoni dalla Rezia, dal Norico e dalla Pannonia a causa delle emigrazioni dovute alle invasioni dei Bavari e Rugi germanici, degli Avari e degli Slavi.
Successivamente i parlanti di queste varietà neolatine (italiani inclusi) venivano indicati dai parlanti di lingua tedesca come Welsch (opponendoli a sé stessi e ai Windisch, gli Slavi). Il termine aveva spesso connotazioni dispregiative. Il ladini per contro si definivano "latini" (da cui il termine dialettale ladin). Il termine si diffuse a partire dal XVIII secolo anche negli ambienti tedeschi (Ladinisch) per designare le popolazioni in via di germanizzazione soggette al Tirolo.

### Ottocento
Nel 1807, in epoca napoleonica, il territorio viene coinvolto nella guerra della quinta coalizione, alla quale parteciparono insorti al comando di Andreas Hofer. Fra gli insorti erano presenti anche combattenti delle zone ladine, che si trovarono spesso a combattere fianco a fianco con ladini delle altre vallate e che per la prima volta vennero riconosciuti dalle altre etnie come tali. Questa presa di coscienza sfociò poi negli anni successivi in una serie di movimenti nazionalistici ladini.
Nel 1833 un sacerdote badioto, Micurà de Rü, stese la prima grammatica ladina.
Nel 1856 appare sulla rivista Schützenzeitung di Innsbruck il termine "ladinische Nation", mentre Ujep Antone Vian in una grammatica del ladino da lui pubblicata nel 1864 sosteneva che i ladini in Austria rappresentavano un popolo (Nation, nella sua accezione ottocentesca) a parte. Nel Seminario Maggiore di Bressanone (un ambiente che raccoglie ladini di tutte e cinque le vallate) si formò, nel 1870, un gruppo nazionalistico denominato Naziun Ladina, più conosciuto con la denominazione inizialmente scherzosa La Gran Naziun fondato da seminaristi ladini tra i quali anche san Josef Freinademetz.
Nel Regno d'Italia invece è Graziadio Isaia Ascoli che per la prima volta identifica il ladino come sistema linguistico a sé stante, pubblicando nel 1873, i 'Saggi Ladini'. Da questo momento in avanti la questione della natura del ladino fu oggetto di dibattito, non esente da implicazioni politiche. La possibilità che il ladino e i ladini potessero essere autonomi rispetto agli italiani, faceva infatti diminuire la consistenza del gruppo etnico italiano nell'allora Tirolo, facendo diminuire il peso delle rivendicazioni italiane.
Nel 1906 il governo imperiale ipotizzò la creazione di una circoscrizione elettorale denominata Ladinia che comprendesse le 5 valli dolomitiche, che non ebbe seguito a causa di opposizioni politiche.
Nel 1905 venne fondata a Innsbruck la Uniun Ladina (Ladinerverein), che assunse poi il nome di Union dei Ladins fino al 1951, la prima con statuti ben chiari e con l'intento di unificare tutti i ladini del Tirolo. Si batté per il riconoscimento della lingua, del gruppo etnico anche politicamente e amministrativamente, per l'introduzione del ladino a scuola. Inoltre diede il via alla creazione di una grammatica e scrittura unificante, alla raccolta dei canti popolari e delle leggende, allo studio e ricerca dei toponimi, delle usanze, dei detti popolari e dei documenti storici. Per la prima volta si presero contatti con i Grigioni della Svizzera e con i Friulani. Si organizzarono concorsi letterari e poetici. Ma tutto fu troncato dallo scoppio della prima guerra mondiale.

### Dopo il passaggio all'Italia

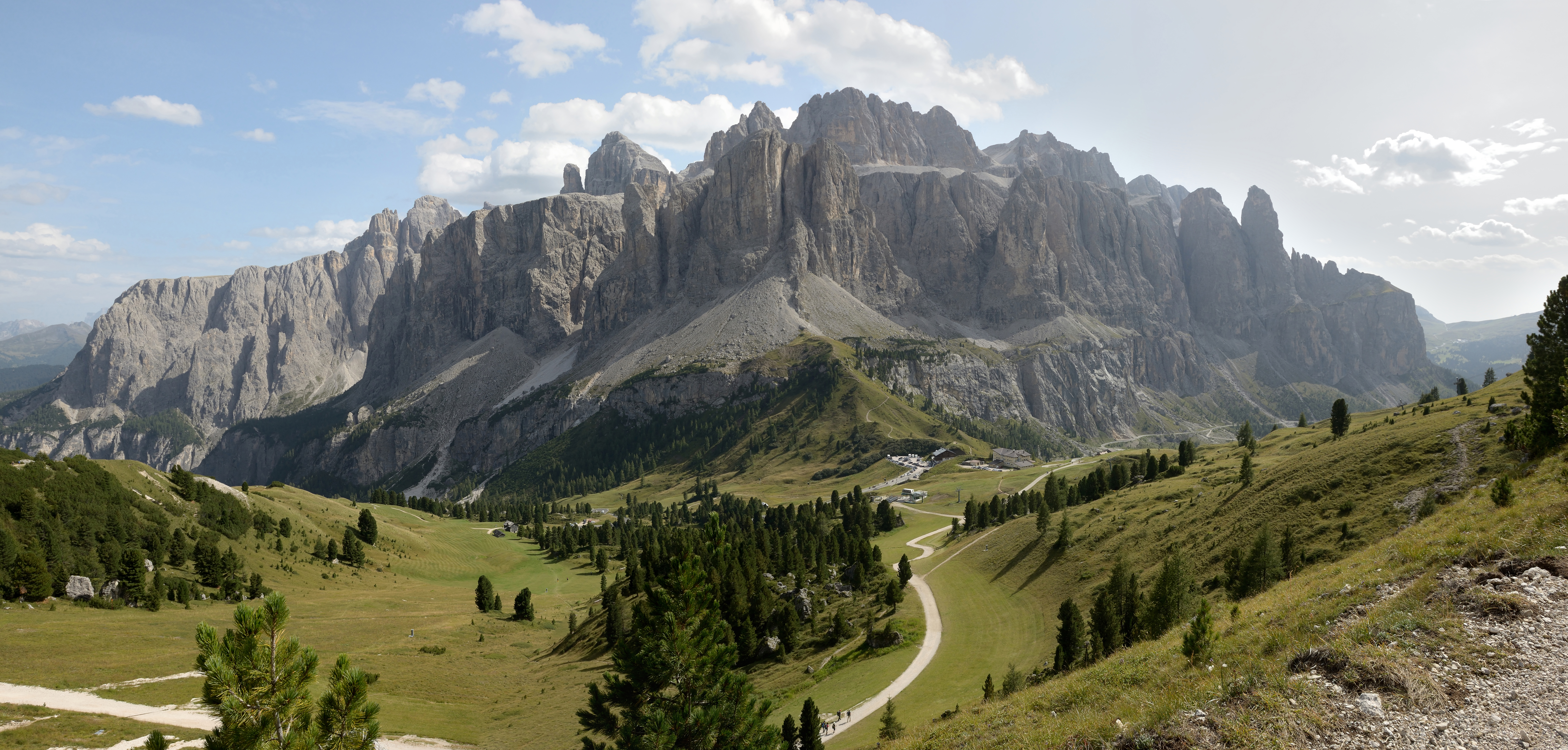
Il Passo Gardena con vista sul massiccio del Sella.

Durante la Grande Guerra il fronte dolomitico attraversò il territorio della Ladinia. Il Regno d'Italia, uscito vincitore dalla guerra, occupò tutto il suo territorio nel novembre del 1918.
Il Trattato di Saint-Germain-en-Laye (1919) sancì la sovranità italiana sul Trentino e sull'Alto Adige, secondo i termini del Patto di Londra.
Il 5 maggio 1920, 70 rappresentanti provenienti dalle cinque valli ladine manifestarono il dissenso sul passo Gardena. Fu in questa circostanza che fece la sua prima comparsa la bandiera ladina.
Il primo censimento eseguito dal Regno d'Italia nel 1921 prevedeva la possibilità di dichiararsi di lingua ladina, al contrario dei censimenti austroungarici che non distinguevano fra italiani e ladini.
Il Fascismo non diede alcun riconoscimento al ladino, come d'altronde a nessun'altra lingua o dialetto in Italia. In questo periodo si sostenne la tesi che il ladino fosse un dialetto italiano, onde rimarcare la precedente politica di germanizzazione effettuata in Alto Adige, a spese di popolazioni di parlata "italiana".
Nel periodo delle Opzioni in Alto Adige una parte consistente (la maggioranza nella Val Gardena, quasi la metà a Livinallongo e Val Badia) della popolazione ladina optò per la cittadinanza tedesca e il trasferimento nella Germania nazista. Lo scoppio della Seconda Guerra Mondiale interruppe il trasferimento degli "optanti".

### Dopoguerra
Alla fine della guerra un nuovo movimento, il Zent Ladina Dolomites, fece nuove pressioni con l'obiettivo di unire Ampezzo, Fodom e Col all'Alto Adige, senza ottenere risultati.
L'Union dei Ladins riprese in buona parte tutti gli intenti e lavori lasciati in sospeso. Nel 1949 uscì il primo numero di Nos Ladins, il primo settimanale a riportare notizie delle cinque valli ladine, poi mutata in La Usc di Ladins nel 1972. Nel 1951 l'Union adottò il nome di Union di Ladins dla Dolomites, e a seguito della fondazione di numerosi comitati di valle, dal 1957, con il trasferimento ufficiale della propria sede da Bolzano a Ortisei, adotta l'attuale nome di Union Generela di Ladins dla Dolomites, quale espressione unitaria degli interessi e degli obiettivi delle sezioni autonome di Gardena, Fassa e della Val Badia.
Vengono formate numerose istituzioni prettamente culturali: l'Istitut cultural ladin Majon di Fascegn nel 1975, l'Istituto Ladino "Micurà de Rü" nel 1976, l'Istitut Cultural Ladin Cesa de Jan nel 2004.
Nel 1994 prende avvio SPELL, progetto promosso dall'Union Generela di Ladins dles Dolomites che mira alla creazione di una lingua ladina standard che unisca tutti gli idiomi ladini del Sella e poter sostituire il tedesco o l'italiano nei ruoli ufficiali e burocratici, per potersi rivolgere ai ladini delle diverse vallate. Tale progetto è stato portato avanti sotto la guida del linguista Heinrich Schmid in collaborazione con le università di Innsbruck e di Zurigo. I lavori terminarono nel 1999 con la pubblicazione del Dizionar e della Grammatica dl ladin standard.
Nel 2003 sono state pubblicate le 11 tesi per una politica linguistica interladina.

## Ladinia bellunese
Area del ladino atesino
     Area del ladino cadorino
     Area del ladino-veneto

Comuni della provincia di Belluno riconosciuti ladini dalla legge 482/1999. In differenti tonalità sono rappresentati i tre gruppi linguistici ladini.
Area del ladino atesino
Area del ladino cadorino
Area del ladino-veneto

L'accezione classica di Ladinia, come regione con storia e tradizioni comuni, non include le altre aree di lingua ladina al di fuori delle valli del Sella. In tempi recenti, però, si è fatto uso del termine Ladinia per indicare l'intera area di lingua ladina, comprendendo quindi anche altri comuni della provincia di Belluno. Questa denominazione di "Ladinia bellunese" viene fatta tenendo in considerazione esclusivamente le similitudini linguistiche fra le varie aree, mentre la Ladinia storica del Sella è caratterizzata anche da particolarità storiche, tradizionali e di sensibilità verso la propria terra ben distinte. Tale definizione corre parallela ad una serie di discussioni sulla correttezza linguistica di ascrivere o no determinati dialetti dell'area cadorina e agordina ai dialetti ladini. Oltre che lambire l'ambito prettamente linguistico, tale discussione si svolge anche in ambito giuridico, soprattutto dopo la promulgazione delle leggi regionali n. 60 del 23 dicembre 1983, n. 73 del 23 dicembre 1994, e la successiva legge 15 dicembre 1999, n. 482. In seguito a quest'ultima 37 comuni in provincia di Belluno si sono dichiarati e, per legge, ufficialmente riconosciuti, come "di lingua ladina".
Tale fenomeno, generalmente indicato come "questione neoladina", si è mostrato soprattutto a partire dagli inizi degli anni '80 del 1900 a seguito della promulgazione della L.R 60/1983. A partire da quel decennio, infatti, si è fatta sempre più palese una manifestazione di ladinità in provincia di Belluno e iniziarono a fondarsi in diversi comuni agordini, cadorini e comeliani le prime associazioni ladine nel bellunese fuori dall’area ex tirolese. Tale movimento trova nuovo impulso a partire dal 1990, quando si notano i primi tentativi di inserire il ladino all'interno delle istituzioni pubbliche. In contemporanea si fa largo anche la necessità di affermare l’esistenza di ladinità oltre i confini ex-tirolesi e della Ladinia storica, come pure l'insofferenza verso l'isolamento da parte degli enti culturali ladini delle valli del Sella già affermati.
Una valenza scientifica alla base di questo movimento deriva dalle tesi presentate dallo studioso Giovan Battista Pellegrini, il quale non riconosceva un confine linguistico chiaro fra le parlate ladine del Sella e l'area agordina e cadorina, dimostrando invece le affinità tra i dialetti bellunesi settentrionali e quelli della Ladinia storica.
Lo sviluppo di questi movimenti nell'area bellunese solo in seguito alla promulgazione, nel 1983, delle "Provvidenze a favore delle iniziative per la valorizzazione della cultura ladina" (L.R. 60/1983) ha destato fin da subito una certa diffidenza da parte dei ladini del Sella, reduci da qualche secolo di lotte per il proprio riconoscimento. Da qui l'insistenza di questi ultimi, negli ultimi due decenni, nel dichiarare la propria autonomia rispetto ai gruppi "neo"-ladini del Bellunese e di alcune aree del Trentino, considerando spesso questi movimenti motivati da ragioni economiche, per favorire lo stanziamento di fondi destinati alle minoranze garantite dalla legge, piuttosto che dalla somiglianza linguistica fra i dialetti cadorini, agordini, e ladini del Sella.
Ad ogni modo si possono contemplare due usi del termine Ladinia:
- uno riconosciuto a livello accademico che include solo le quattro vallate del Sella e Ampezzo;[29]
- uno più generico per indicare l'intera area di lingua ladina inclusiva dell'alto Bellunese (Agordino e Cadore), anche se tale termine non è riscontrabile nei vocabolari.

In conclusione a queste osservazioni, 
L'ente di riferimento per lo studio e conservazione del ladino in provincia di Belluno (escludendo quelli già attivi nella Ladinia storica) è l'Istituto Ladin de la Dolomites, creato nel 2003, con sede a Borca di Cadore nel palazzo dell'Unione Montana della Valle del Boite. Tale istituto si occupa della pubblicazione dal 2004 di "Ladin!", sua rivista scientifica, divenuta esclusivamente online e gratuita a partire dal 2017.

## Territorio

### Orografia
Il territorio della Ladinia storica si sviluppa per circa 1200 km², ed è occupato interamente dalle Dolomiti; quasi sul suo centro si sviluppa l'imponente Massiccio del Sella, dal quale poi si diramano le cosiddette "cinque valli ladine": Val di Fassa ("Fascia") in Trentino, Val Gardena ("Gherdëina") e Val Badia ("Val Badia") in Alto Adige, Livinallongo ("Fodom"), Colle Santa Lucia ("Col") e Ampezzo ("Anpezo") in Veneto.
Alcune delle più note cime dolomitiche si trovano in quest'area. Le principali sono:
| Monte                             | Ladino                                            | Altezza | sottosezione                             | gruppo                             | Provincia di appartenenza  |
| --------------------------------- | ------------------------------------------------- | ------- | ---------------------------------------- | ---------------------------------- | -------------------------- |
| Punta Penia                       | Marmolèda                                         | 3.348   | Dolomiti di Gardena e di Fassa           | Gruppo della Marmolada             | Belluno - Trento           |
| Tofana di Mezzo                   | Tofana de Meśo                                    | 3.245   | Dolomiti di Sesto, di Braies e d'Ampezzo | Gruppo delle Tofane                | Belluno                    |
| Tofana di Dentro                  | Tofana de Inze                                    | 3.238   | Dolomiti di Sesto, di Braies e d'Ampezzo | Gruppo delle Tofane                | Belluno                    |
| Tofana di Rozes                   | Tofana de Rozes                                   | 3.225   | Dolomiti di Sesto, di Braies e d'Ampezzo | Gruppo delle Tofane                | Belluno                    |
| Cristallo                         | Ra Penes                                          | 3.221   | Dolomiti di Sesto, di Braies e d'Ampezzo | Gruppo del Cristallo               | Belluno                    |
| Punta Sorapiss                    | Sorapisc                                          | 3.205   | Dolomiti di Sesto, di Braies e d'Ampezzo | Gruppo del Sorapiss                | Belluno                    |
| Sassolungo                        | Sasslonch                                         | 3.181   | Dolomiti di Gardena e di Fassa           | Gruppo del Sassolungo              | Bolzano                    |
| Piz Boè                           | Piz Boè                                           | 3.152   | Dolomiti di Gardena e di Fassa           | Gruppo del Sella                   | Belluno - Trento - Bolzano |
| Croda Rossa d'Ampezzo             | Croda Rosa o Crep Checio                          | 3.146   | Dolomiti di Sesto, di Braies e d'Ampezzo | Gruppo della Croda Rossa d'Ampezzo | Belluno - Bolzano          |
| Cima Cunturines                   | Conturines                                        | 3.064   | Dolomiti di Sesto, di Braies e d'Ampezzo | Gruppo delle Cunturines            | Bolzano                    |
| Sasso di Santa Croce (Cima Dieci) | La Crusc/Piz dales Diesc                          | 3.026   | Dolomiti di Sesto, di Braies e d'Ampezzo | Gruppo delle Cunturines            | Bolzano                    |
| Sass Rigais                       | Sass Rigais                                       | 3.025   | Dolomiti di Gardena e di Fassa           | Gruppo delle Odle                  | Bolzano                    |
| Furchetta                         | Furcheta                                          | 3.025   | Dolomiti di Gardena e di Fassa           | Gruppo delle Odle                  | Bolzano                    |
| Catinaccio d'Antermoia            | Antermoia                                         | 3.004   | Dolomiti di Gardena e di Fassa           | Gruppo del Catinaccio              | Bolzano                    |
| Sassopiatto                       | Sasplat                                           | 2.964   | Dolomiti di Gardena e di Fassa           | Gruppo del Sassolungo              | Bolzano                    |
| Sass de Putia                     | Pütia                                             | 2.875   | Dolomiti di Gardena e di Fassa           | Gruppo Plose-Putia                 | Bolzano                    |
| Lagazuoi                          | Lagació                                           | 2.835   | Dolomiti di Sesto, di Braies e d'Ampezzo | Gruppo di Fanis                    | Belluno                    |
| Croda del Becco                   | Sass dla Porta o Cu de ra Badesa o Croda del Beco | 2.810   | Dolomiti di Sesto, di Braies e d'Ampezzo | Gruppo della Croda Rossa d'Ampezzo | Bolzano                    |

Le cinque vallate sono connesse tra loro da diversi passi. Alcuni di questi sono carrabili: il Passo Gardena (Ju de Frara) tra le valli Badia e Gardena, il Passo Sella (Ju de Sela) tra le valli Gardena e Fassa, il Passo Pordoi (Ju de Pordoi) tra la Val di Fassa e Fodom, e il Passo Campolongo (Ju de Ciaulunch) tra Fodom e la Val Badia. Questi quattro passi compongono anche il celebre giro sciistico della Sellaronda. Altri passi carrabili sono il Passo Valparola (Ju de Intrasas o Śuogo de Intrà i Sasc) e il Passo Falzarego (Ju de Falzares o Śuogo de Fouzargo) che mettono in comunicazione tra loro Ampezzo, la Val Badia e Fodom. Non carrabili invece sono i suggestivi passi montani di Limo e il Passo Duron, oltre a un gran numero di forcelle e passi a quote superiori.
La Ladinia si caratterizza inoltre per il gran numero di malghe e alpeggi. In particolare l'Alpe di Siusi (Munt de Sëuc', l'alpeggio più vasto d'Europa), l'Alpe di Armentara e l'Alpe di Fanes.

### Idrografia
I corsi d'acqua della Ladinia storica sono tutti a carattere torrentizio. Il fondo delle valli marcate da questi corsi d'acqua rappresenta anche l'accesso principale alle diverse vallate.
L'Avisio (la Veisc), che nasce dal ghiacciaio della Marmolada (Dlacier de la Marmoléda) e solca la val di Fassa è sicuramente in termini di lunghezza e portata il corso d'acqua di maggior rilievo. Lungo 89 km, dopo aver bagnato la val di Fassa, scorre in val di Fiemme e in Val di Cembra, sfociando nell'Adige presso Lavis con una portata media pari a 23,5 m³/s.
Altro corso d'acqua importante è il Cordevole (Cordégol), che nasce nei pressi del passo Pordoi (Ju de Pordoi), e attraversa il comune di Livinallongo del Col di Lana (Fodom). Lungo 79 km, dopo aver attraversato l'Agordino (Agordìn), confluisce nel fiume Piave presso Bribano. Con una portata media alla foce pari a 21 m³/s ne costituisce il principale tributario.
Il Boite bagna il comune di Cortina d'Ampezzo. Nasce in località Campo Croce, attraversa il centro di Cortina e in seguito solca la conca d'Ampezzo sino a confluire, dopo 45 km lungo la val Boite, nel Piave presso Perarolo di Cadore. Con una portata media di 10,5 m³/s, è il secondo maggior affluente del Piave dopo il Cordevole.
Più modesti sono i volumi d'acqua trasportati dai torrenti delle valli situate in Alto Adige. Il rio Gadera nasce dal passo di Campolongo e solca la val Badia. Dopo un percorso di 35 km confluisce nel fiume Rienza a San Lorenzo di Sebato in val Pusteria. La sua portata alla foce è di 5,7 m³/s.
Ancor più modesto è il rio Gardena, che si forma sul passo Sella e solca l'omonima valle, sfociando dopo 26 km nell'Isarco all'altezza di Ponte Gardena. La sua portata media pochi chilometri a monte della foce è di 2 m³/s.

### Collegamenti
Il territorio è attraversato da diverse arterie stradali. Le principali sono:
- SS48 delle Dolomiti,
- SS51 di Alemagna,
- SS241 di Val d'Ega e Passo di Costalunga,
- SS242 di Val Gardena e Passo Sella,
- SS243 del Passo Gardena,
- SS244 di Val Badia,
- SS346 del Passo di San Pellegrino,
- SS641 del Passo Fedaia,
- SP24/37 del Passo di Valparola,
- SP29 del Passo delle Erbe,
- SP43 del Passo Furcia,
- SP638 del Passo Giau.

In passato furono importanti per lo sviluppo turistico dell'area le ormai dismesse Ferrovia della Val Gardena e Ferrovia delle Dolomiti. Inoltre è presente l'Aeroporto di Cortina d'Ampezzo-Fiames.

## Società

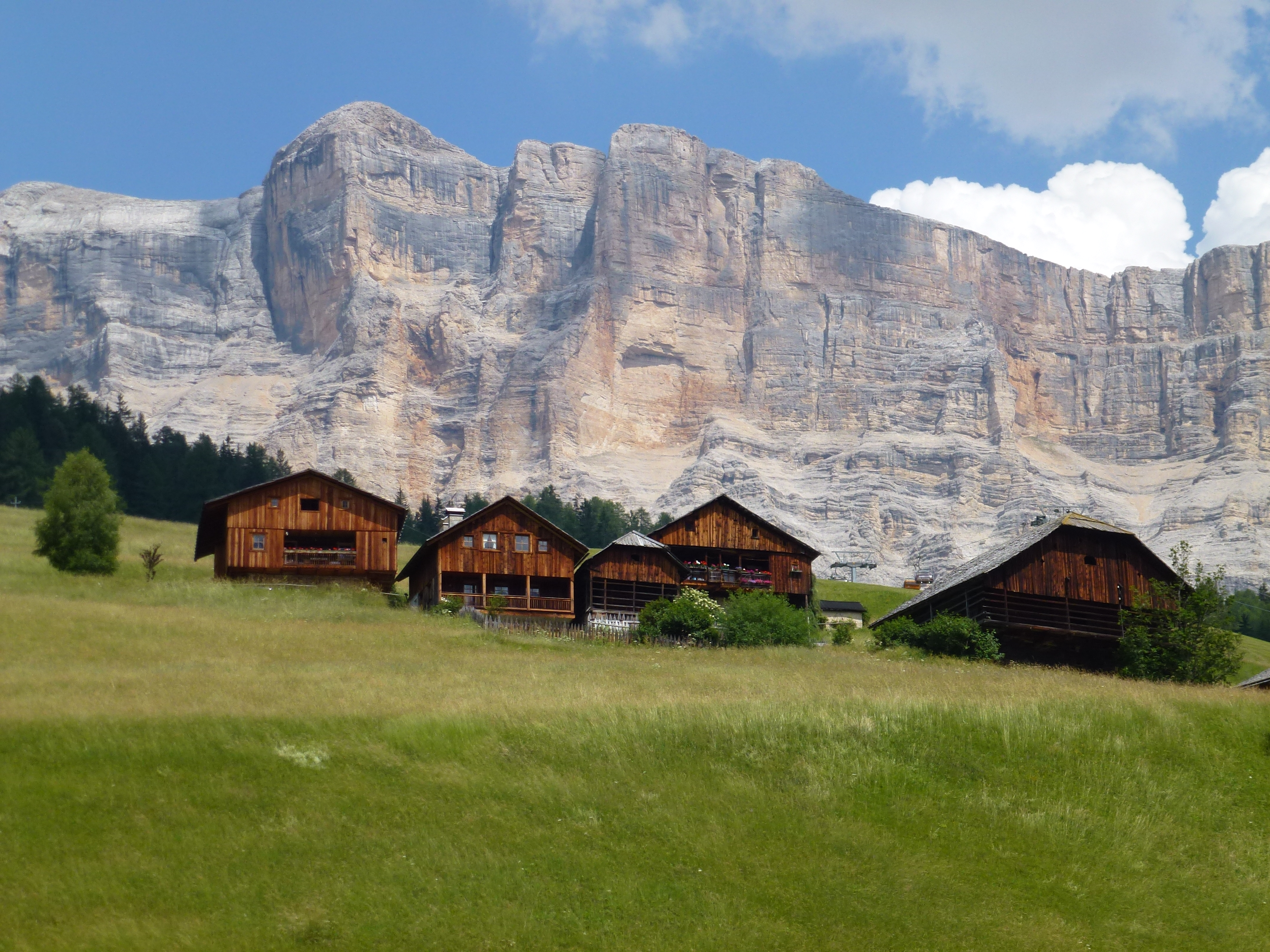
Pransarores nel comune di Badia, è un esempio del sistema abitativo delle viles.

Le popolazioni dell'intera Ladinia storica condividono l'architettura storica come i tipici fienili nettamente differenziati da quelli delle aree circostanti o le abitazioni con il colmo posto perpendicolarmente al pendio sul quale sorgono; le antiche tradizioni della coscrizione e del carnevale che ancora oggi sono molto sentite tra la popolazione; gli Usi civici/Regole/Frazioni, eredità medievali dell'organizzazione politica; l'antica suddivisione dei paesi in viles (piccoli abitati autosufficienti composti di più case) e masi isolati (questi ultimi non fissati giuridicamente come nell'area germanofona); alcuni alimenti tipici come lo Strudel, le Pucce o le Fortaies/Smorn.

### Istituzioni, enti e associazioni
Union Generela di Ladins dla Dolomites è l'organizzazione federativa delle unioni ladine nelle Dolomiti. La Union Generela di Ladins dla Dolomites è l’unica associazione ladina interregionale e coordina le collaborazioni fra:
- Uniun di Ladins dla Val Badia
- Union di Ladins de Gherdëina
- Union di Ladins de Fascia
- Union dei Ladins da Fodom
- Union dei Ladign da Col
- Union dei Ladis d’Anpezo

Tre sono i principali istituti culturali ladini. Si occupano principalmente della ricerca linguistica, storica e culturale ladina. Pubblicano numerosi libri ed alcune riviste scientifiche come "Mondo ladino" e Ladinia. Inoltre favoriscono la ricerca con la messa a disposizione di biblioteche specializzate. Questi sono:
- Istitut Cultural Ladin "Majon di Fascegn"[33]
- Istitut Cultural Ladin "Micurà de Rü"[34]
- Istitut Cultural Ladin Cesa de Jan[35]

Importante è anche il contributo dato in questo ambito dall'Istitut Pedagogich Ladin, che ha il compito di seguire la formazione degli insegnanti e la preparazione del materiale didattico specifico per le scuole delle valli ladine.

### Istruzione

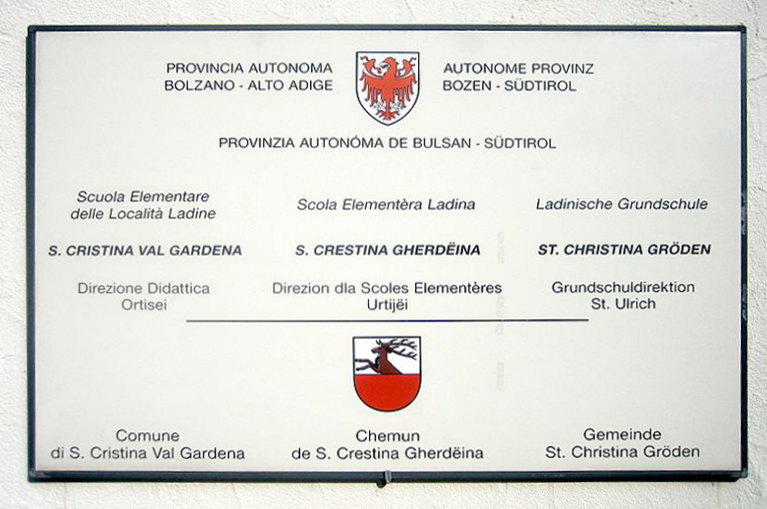
Insegna trilingue di una scuola ladina del comune di Santa Cristina Valgardena.

Nell'istruzione la suddivisione amministrativa fra le regioni si fa particolarmente sentire. Infatti in provincia di Belluno non è previsto il ladino né come lingua d'insegnamento né come materia. In provincia di Trento invece il ladino è ammesso nelle scuole sia come materia sia come lingua d'insegnamento. Vengono pertanto erogate in ladino una o due materie d'insegnamento oltre ad un'ora settimanale di lingua ladina. In provincia di Bolzano invece il ladino si inserisce in un sistema scolastico trilingue. Infatti alcune materie vengono erogate in italiano, altre in tedesco e una o due in ladino. Sono previste inoltre due ore settimanali di lingua ladina che si riduce nelle scuole superiori a una sola.
La Libera Università di Bolzano ha un percorso di scienze della formazione per gli insegnanti delle valli ladine. Tale corso viene tenuto in parte in lingua ladina.

### Media

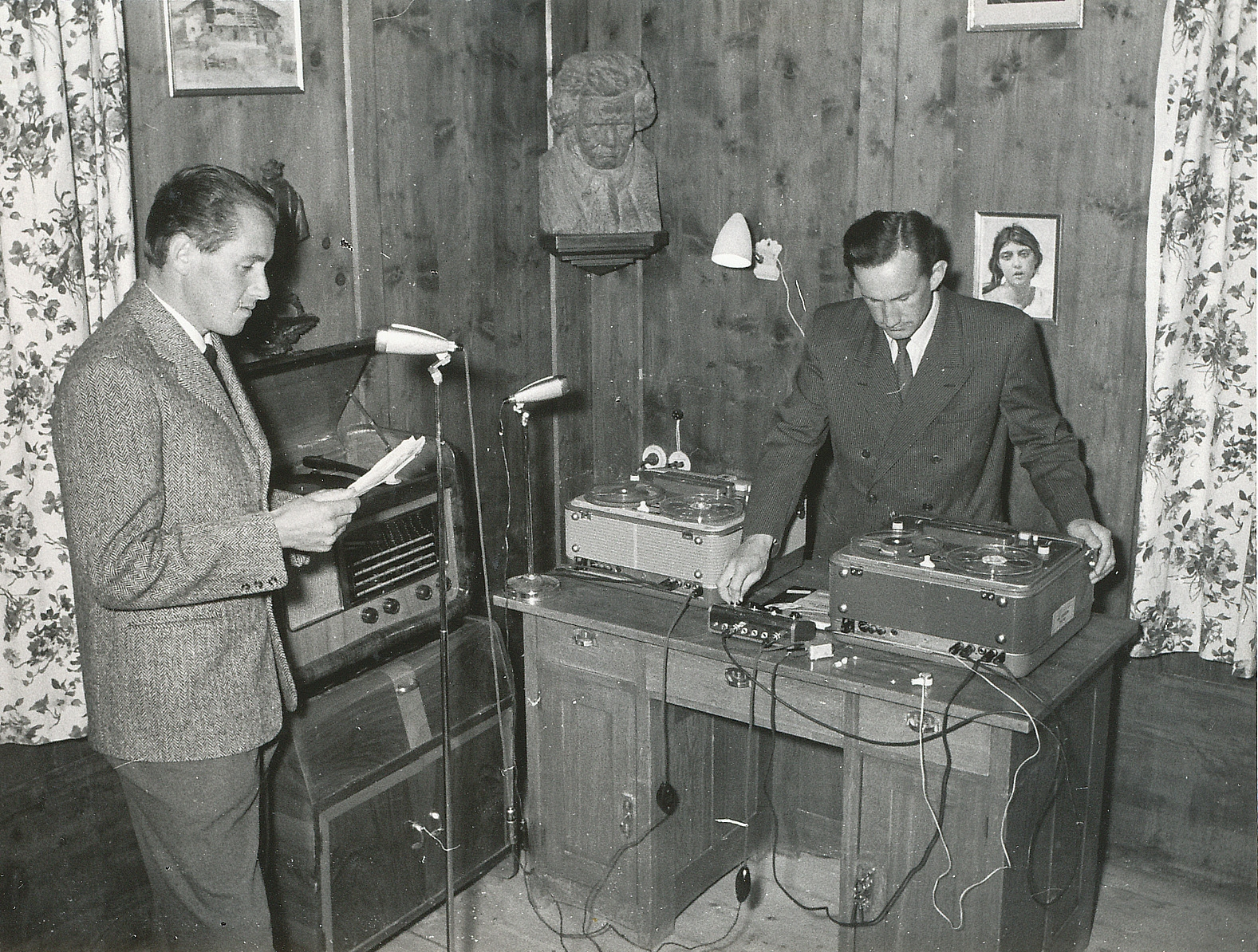
Studio di registrazione di Radio Ladina (1957)

La sede Rai di Bolzano produce, sotto il marchio Rai Ladinia, programmi radiotelevisivi in lingua ladina, dedicati a tutto il territorio culturale. Due emittenti radiofoniche, Radio Gherdëina Dolomites e Radio Studio Record di Canazei, trasmettono in lingua ladina. Sono stati doppiati anche alcuni film in lingua ladina. Un esempio è Andrè Hofer - La liberté dal Variö (Andreas Hofer 1809 - Die Freiheit des Adlers), uscito in Italia col titolo La libertà dell'aquila (2001/2002), di Xaver Schwarzenberger con Tobias Moretti.

### Editoria
La Union Generela di Ladins dla Dolomites pubblica il settimanale La Usc di Ladins, che contiene articoli di attualità, sport ed eventi locali, in diversi dialetti ladini. I quotidiani Alto Adige e Trentino hanno una sezione dedicata alle valli ladine in lingua ladina. Oltre a questi giornali, il numero di pubblicazioni in ladino si è espanso notevolmente negli ultimi anni grazie al lavoro dei diversi istituti culturali che hanno ampliato la scelta bibliografica in ladino, sulla Ladinia e la sua cultura. Ad esempio il solo Istituto Ladino "Micurà de Rü" ne ha pubblicati più di 300.

## Politica

### Suddivisioni amministrative
Amministrativamente, la Ladinia storica è divisa fra due regioni (Veneto e Trentino Alto-Adige), tre province (Belluno, Bolzano e Trento) e vari comuni. Di questi il più vasto e popoloso risulta essere quello di Cortina d'Ampezzo, mentre quello con la maggior percentuale di ladini è quello di La Valle.
Di seguito sono elencati i comuni della Ladinia, secondo l'accezione più restrittiva, che include i soli comuni annessi all'Italia dopo il 1918.
| Stemma | Comune                       | In ladino                             | In tedesco              | Provincia | Estensione territoriale | Popolazione | Percentuale di ladini |
| ------ | ---------------------------- | ------------------------------------- | ----------------------- | --------- | ----------------------- | ----------- | --------------------- |
|        | Cortina d'Ampezzo            | Anpezo                                | Hayden                  | Belluno   | 254,51 km²              | 5 648       |                       |
|        | Ortisei                      | Urtijëi                               | Sankt Ulrich            | Bolzano   | 24 km²                  | 4 849       | 84,19%                |
|        | San Giovanni di Fassa        | Sèn Jan                               | —                       | Trento    | 99 km²                  | 3 590       | 84,5%                 |
|        | Badia                        | Badia                                 | Abtei                   | Bolzano   | 82 km²                  | 3 533       | 94,07%                |
|        | Marebbe                      | Mareo                                 | Enneberg                | Bolzano   | 161 km²                 | 3 123       | 92,09%                |
|        | Moena                        | Moena                                 | —                       | Trento    | 82 km²                  | 2 606       | 78,8%                 |
|        | Selva di Val Gardena         | Sëlva                                 | Wolkenstein in Gröden   | Bolzano   | 53 km²                  | 2 558       | 89,74%                |
|        | Santa Cristina Valgardena    | S. Cristina-Gherdëina                 | St. Christina in Gröden | Bolzano   | 31 km²                  | 2 023       | 91,40%                |
|        | Canazei                      | Cianacei                              | —                       | Trento    | 67 km²                  | 1 884       | 79,7%                 |
|        | San Martino in Badia         | San Martin de Tor                     | Sankt Martin in Thurn   | Bolzano   | 76 km²                  | 1 791       | 96,71%                |
|        | La Valle                     | La Val                                | Wengen                  | Bolzano   | 39 km²                  | 1 392       | 97,66%                |
|        | Corvara in Badia             | Corvara                               | Corvara                 | Bolzano   | 42 km²                  | 1 368       | 89,70%                |
|        | Livinallongo del Col di Lana | Fodóm                                 | Buchenstein             | Belluno   | 99 km²                  | 1 293       |                       |
|        | Campitello di Fassa          | Ciampedel                             | —                       | Trento    | 25 km²                  | 720         | 82,2%                 |
|        | Soraga di Fassa              | Soraga (Sorèga nella variante moenat) | —                       | Trento    | 19 km²                  | 695         | 85,5%                 |
|        | Mazzin                       | Mazin                                 | Matzung                 | Trento    | 23 km²                  | 596         | 77,3%                 |
|        | Colle Santa Lucia            | Col                                   | Verseil in Buchenstein  | Belluno   | 15 km²                  | 357         |                       |
|        | TOTALE                       | TOTALE                                | TOTALE                  | TOTALE    | 1 191 km²               | 38 026      |                       |

Anche le località di Bulla, Roncadizza e Oltretorrente sono a prevalenza ladina e si trovano pienamente in Val Gardena. Tuttavia fanno parte del comune di Castelrotto. Anche il comune bellunese di Rocca Pietore condivise per secoli l'unità ladina all'interno del Principato Episcopale di Bressanone, finché nel 1395 il territorio passò sotto il controllo della città di Belluno. Il ladino parlato in questo comune si distingue tuttora da quello agordino per le sue affinità alle parlate del Ladino Atesino a testimonianza di tale legame.
| Stemma | Comune        | In ladino | In tedesco | Provincia | Estensione territoriale | Popolazione | Percentuale di ladini |
| ------ | ------------- | --------- | ---------- | --------- | ----------------------- | ----------- | --------------------- |
|        | Castelrotto   | Ciastel   | Kastelruth | Bolzano   | 117,9 km²               | 6 887       | 15,37%                |
|        | Rocca Pietore | La Ròcia  | Rukepraun  | Belluno   | 73,29 km²               | 1 184       |                       |

### Tentativo di riunificazione amministrativa della Ladinia
In tempi recenti gli sforzi di ritrovare un'unità politica in seno ad una sola provincia hanno riscosso grande successo, pur rimanendo in un nulla di fatto. Un possibile passaggio di Cortina d'Ampezzo, insieme ai comuni di Livinallongo del Col di Lana e Colle Santa Lucia, alla limitrofa provincia autonoma di Bolzano, e quindi alla Regione Trentino-Alto Adige/Südtirol, fu messo ai voti tramite un referendum popolare tenutosi il 28 e il 29 ottobre 2007. L'esito della votazione è stato favorevole al cambio di regione con l'appoggio di circa l'80% dei votanti. La richiesta dovrà essere adesso sottoposta al Parlamento italiano e dovrà essere varata dai due consigli, quello provinciale di Bolzano, e quelli regionali del Trentino-Alto Adige e del Veneto. Sul passaggio alla Provincia di Bolzano si dovrà esprimere anche l'Austria, paese garante nel trattato internazionale che istituì la regione autonoma Trentino-Alto Adige. Attualmente il governo non ha ancora esaminato la richiesta di cambio di regione (previsto dalla Costituzione).

### Partiti politici
La popolazione ladina non possiede una vera e propria rappresentanza politica, essendo la Ladinia spaccata in diversi collegi elettorali in ognuno dei quali i ladini rappresentano una ridotta minoranza. In Trentino-Alto Adige sono presenti due partiti ladini: Ladins Dolomites in Provincia di Bolzano, Union Autonomista Ladina in Trentino.

### Simboli

#### Bandiera

Bandiera della Ladinia

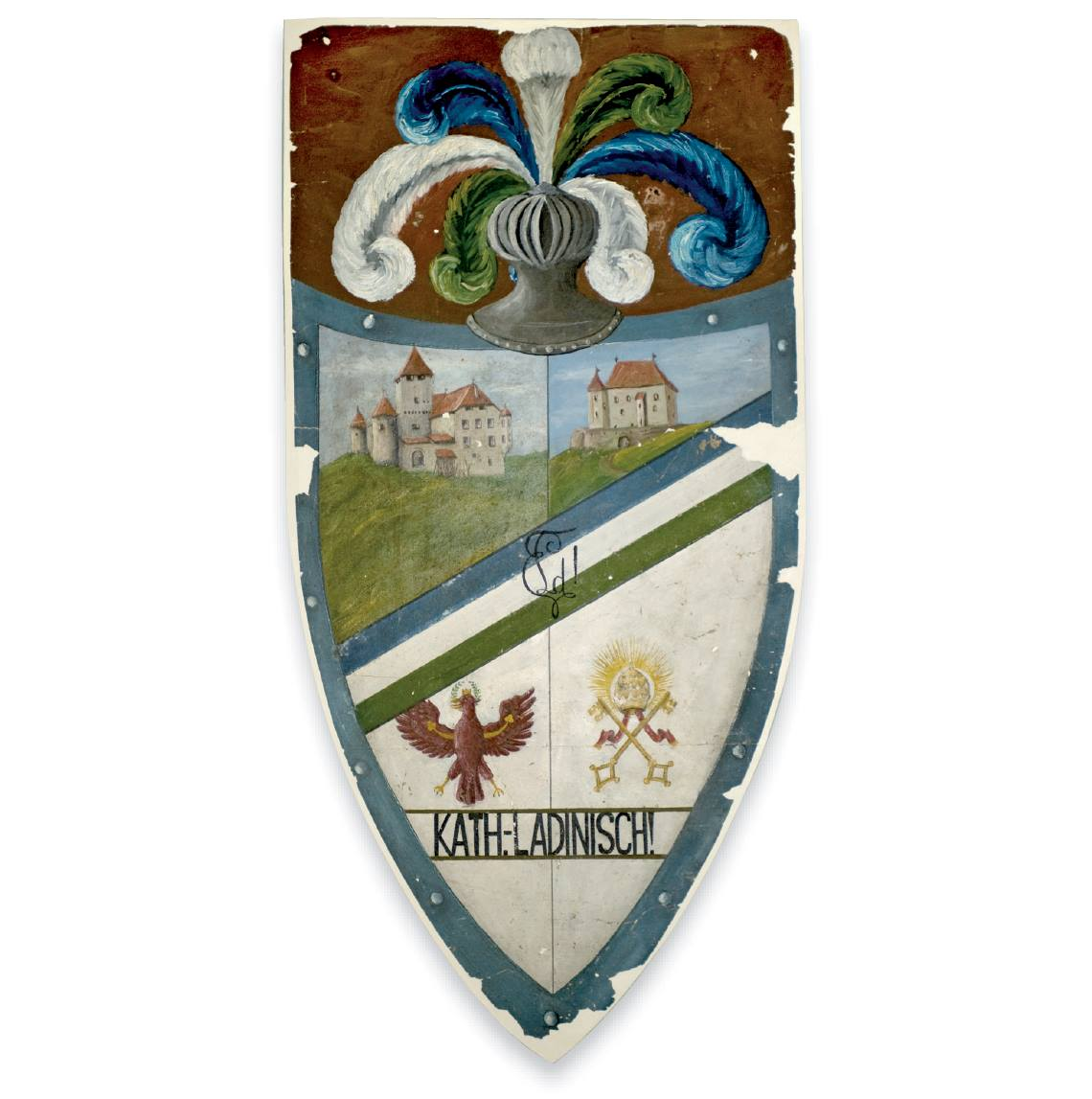
Stemma dell'Asoziaziun di studënc Ladinia del 1920. In questo stemma appaiono: nel primo quarto il Castel Tor, nel secondo Castel Colz (o la Ciasa dl Maier di Piccolino) nel terzo l'aquila del Tirolo e nel quarto le insegne papali.

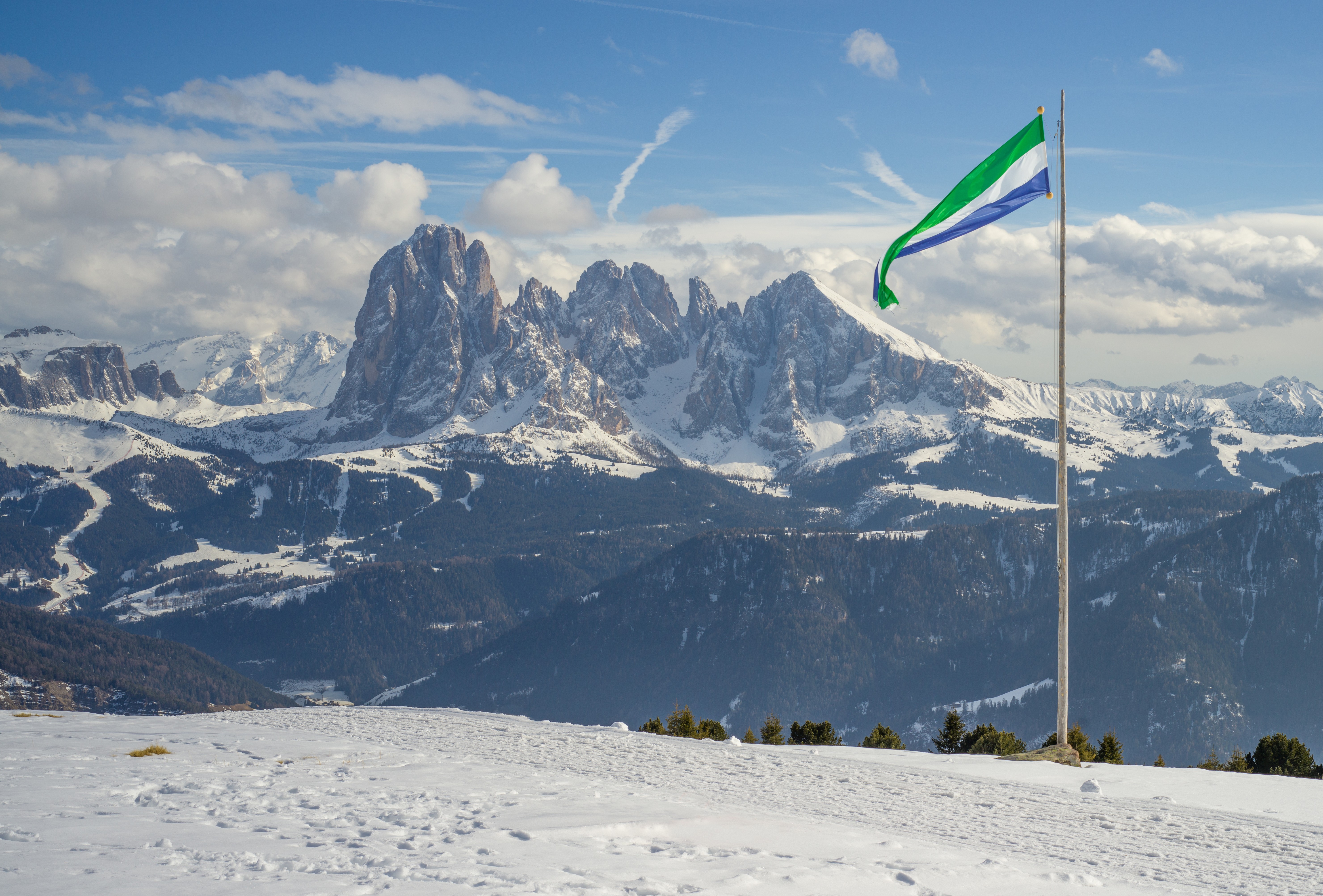
La bandiera della Ladinia (del tipo Bannerflagge) al rifugio Rasciesa in Val Gardena.

Il primo uso del tricolore ladino blu-bianco-verde risale allo stemma della Asoziaziun di studënc Ladinia (nata nel 1910). La prima versione di esso consisteva in uno scudo con tre sbarre (blu, bianca e verde). Al centro era caricato di un monogramma formato dalla lettere LVCF, iniziali del motto: Ladinia Vivat, Crescat, Floreat!. Grazie al passaggio di molti esponenti delle varie unioni ladine attraverso l'Asoziaziun di studënc Ladinia, i colori divennero ben presto popolari. La più antica rappresentazione del tricolore ladino è lo stemma della stessa Asoziaziun di studënc Ladinia conservato presso il Museum Ladin.
Il 5 maggio 1920, 70 rappresentanti delle cinque valli ladine si riunirono sul Passo Gardena per protestare contro le decisioni del Trattato di Saint-Germain, che non riconosceva al popolo ladino (come neppure alle popolazioni tedesche dell'Alto Adige) il diritto all'autodeterminazione dei popoli, che pure era stato incluso nei quattordici punti di Woodrow Wilson. In questa occasione apparvero per la prima volta le tre strisce orizzontali celeste-bianco-verde su di un drappo. Alla fine della giornata il vessillo fu dichiarato dagli astanti quale bandiera nazionale dei Ladini.
I colori richiamano fortemente la natura della Ladinia. Il verde scuro dei prati e dei boschi di abeti, il bianco della neve che copre le Dolomiti, nonché le Dolomiti stesse, note per il loro candore e il celeste del cielo. Per mezzo di tali colori si voleva esprimere il profondo legame dei ladini con la loro terra, senso reso ancora più forte dopo il tragico periodo delle Opzioni durante il quale molti dovettero scegliere se conservare la propria lingua o la propria terra.
A proposito della bandiera ladina, Matteo Righetto proferisce nel suo libro Il passo del vento tali parole:
Non vi è bandiera più bella di quella ladina: così significativa nel suo semplice simbolismo, che meriterebbe di diventare la bandiera universale della Terra. Tre strisce colorate disposte orizzontalmente: il verde dei prati e dei pascoli in basso, il bianco delle nevi e delle nuvole in mezzo, l'azzurro dei cieli in alto. Non è forse questo il mondo che vorremmo?»
Durante il periodo fascista la bandiera fu dichiarata illegale, diventando pertanto un simbolo di dissidenza e resistenza: il 14 luglio 1946 essa venne impiegata sul passo Sella in occasione di una nuova manifestazione per i diritti del popolo ladino, a cui parteciparono 3 000 persone.
In data 15 maggio del 2024, l’aula del Consiglio regionale del Trentino-Alto Adige approva una mozione per il riconoscimento Istituzionale della Bandiera Ladina all'interno della stessa regione, stabilendone le regole per la sua esposizione e la sua colorazione.

#### Inno
In assenza di un ente amministrativo unitario che possa ufficializzare un inno, è tuttavia popolarmente riconosciuto come tale il canto Bel lingaz. Fu inizialmente adottato come inno dalla Uniun Ladins dla Val Badia e in seguito dall'intera Union Generela di Ladins dla Dolomites per essere poi generalmente ritenuto l'inno dei ladini e della Ladinia.
Questo canto è la traduzione al badioto del canto romancio "Chara lingua da la mamma" del compositore romancio Robert Cantieni (Coira, Svizzera, 1873 - 1954), musicato sulla poesia omonima di Gudench Barblan (1860 - Scuol 1916) insegnante e scrittore romancio. La traduzione libera dal romancio al badioto è di Lejio Baldissera.
Qui di seguito il testo:
tan bun sona nosc ladin!

Ći ligräza sonti mpara,

desch'i l'ami zoza fin!

To bun sonn can ch'i ea te cöna,

mia oma mo nsignâ,

m'á fat gní la bona löna

con so bel ćianté ladin.

2. Tö m'mostrâs con gran ligrëza

mia Patria a d'amé,

sü eroi i söa belëza

a conësce y a ćianté.

Espresciun dal cör co ama,

guida al alt dal sontimont,

t'as nudrí la santa flama

co m'á fat ensciö ncontont.

3. Desco ćiantia bela y fina

d'en calander ligherzin

sona vign usc ladina,

pröm salüt de mio destin.

Chërda mile recordanzes

adalerch dal tomp passé,

tën três vies les speranzes

che mio cör á ralegré.»
come suona bene il nostro ladino!

Che gioia ricevo da essa,

poiché l'amo senza fine!

Il tuo dolce suono quando ero nella culla,

mia madre mi mostrava,

e mi ha ridato il buon umore

con il suo bel cantare ladino.

2. Con gioia mi insegnavi

la mia Patria ad amare,

i loro eroi, la sua bellezza

a conoscere e cantare.

Espressione del cuor che ama

levato in alto dal sentimento,

hai nutrito la fiamma santa

che mi ha reso così felice.

3. Come un canto bello e fino

di un tempo allegro

suona ogni voce ladina,

primo saluto alla mia sorte.

Chiama mille ricordi

a sé da tempi passati,

tiene vive le speranze,

che il mio cuore ha rallegrato.»
(Lejio Baldissera, Bel lingaz dla uma cara)

## Cultura

### Gastronomia

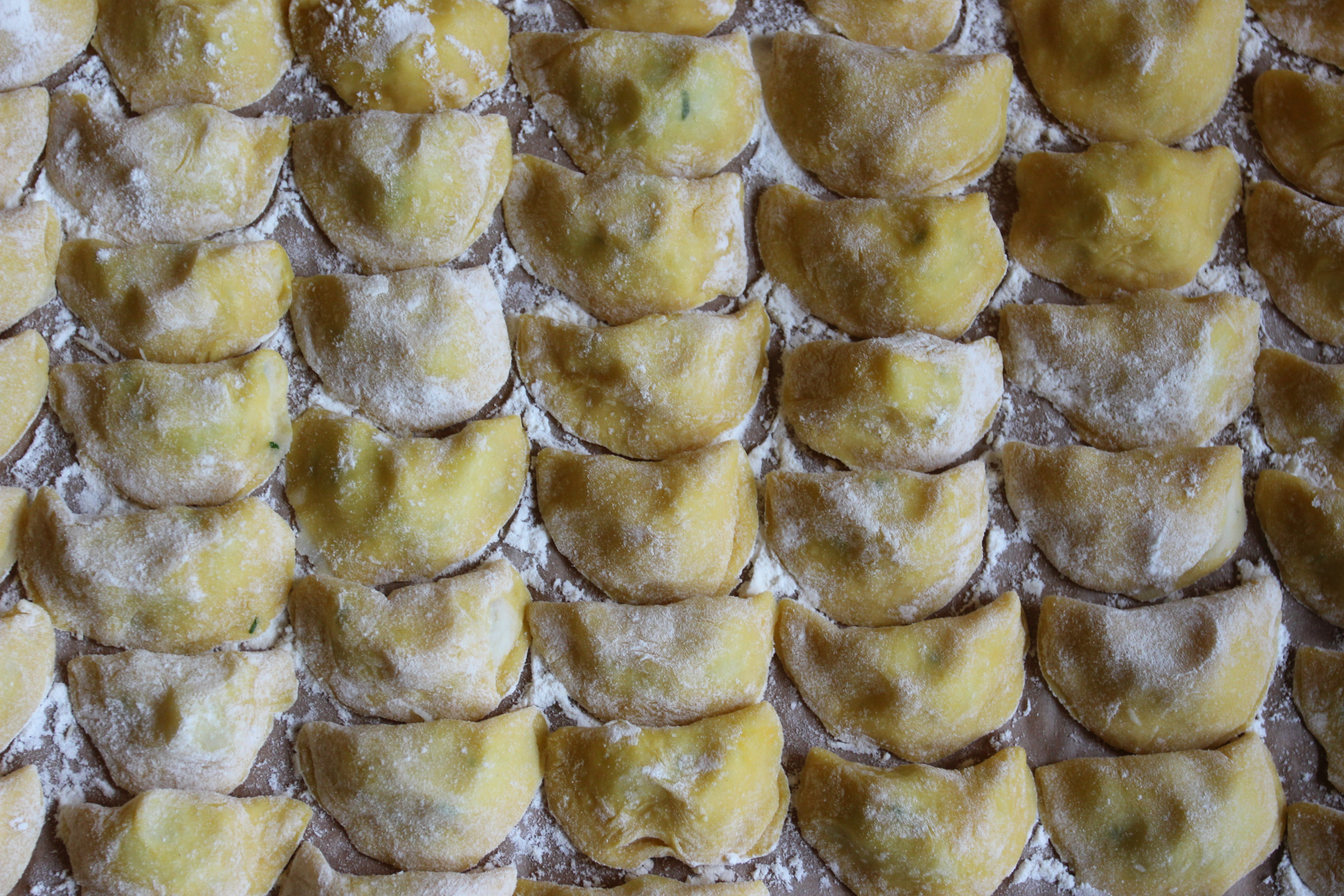
I cajincì t'ega stesi sul canovaccio pronti per la bollitura

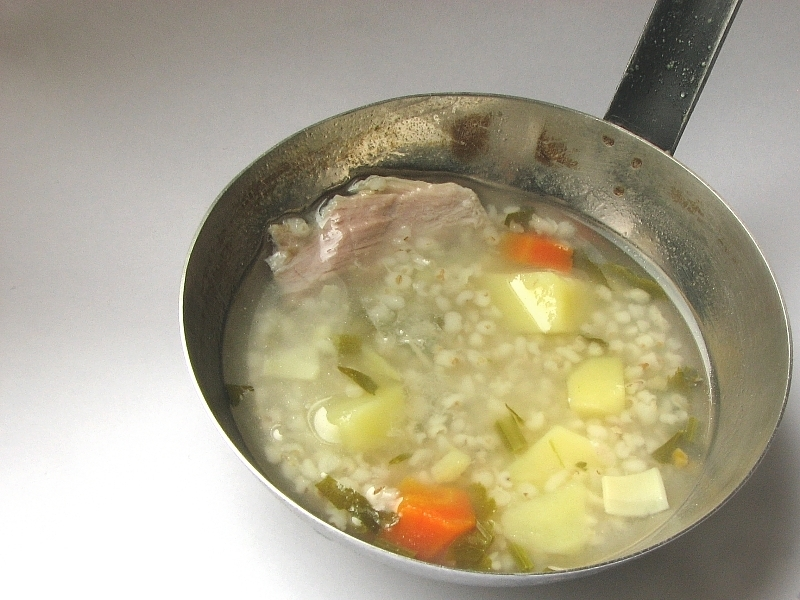
La panicia, zuppa a base d'orzo con sedano, carote e patate, talvolta arricchita con pezzi di carne grassa

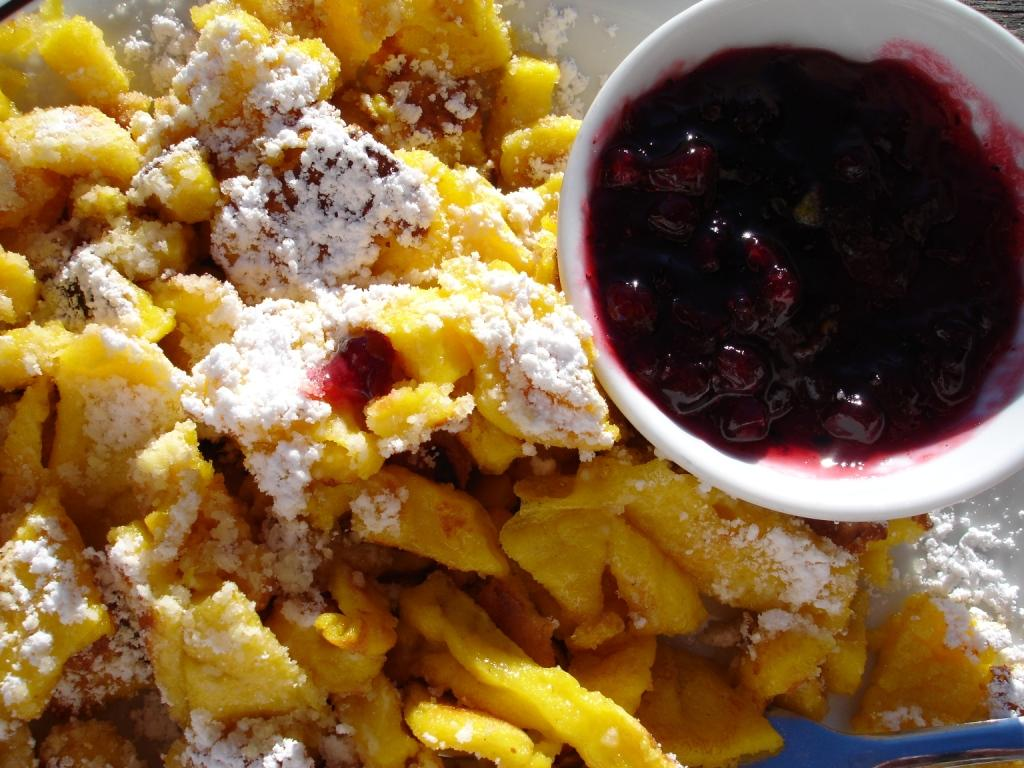
Il pösl da accompagnare con sulze ai mirtilli rossi

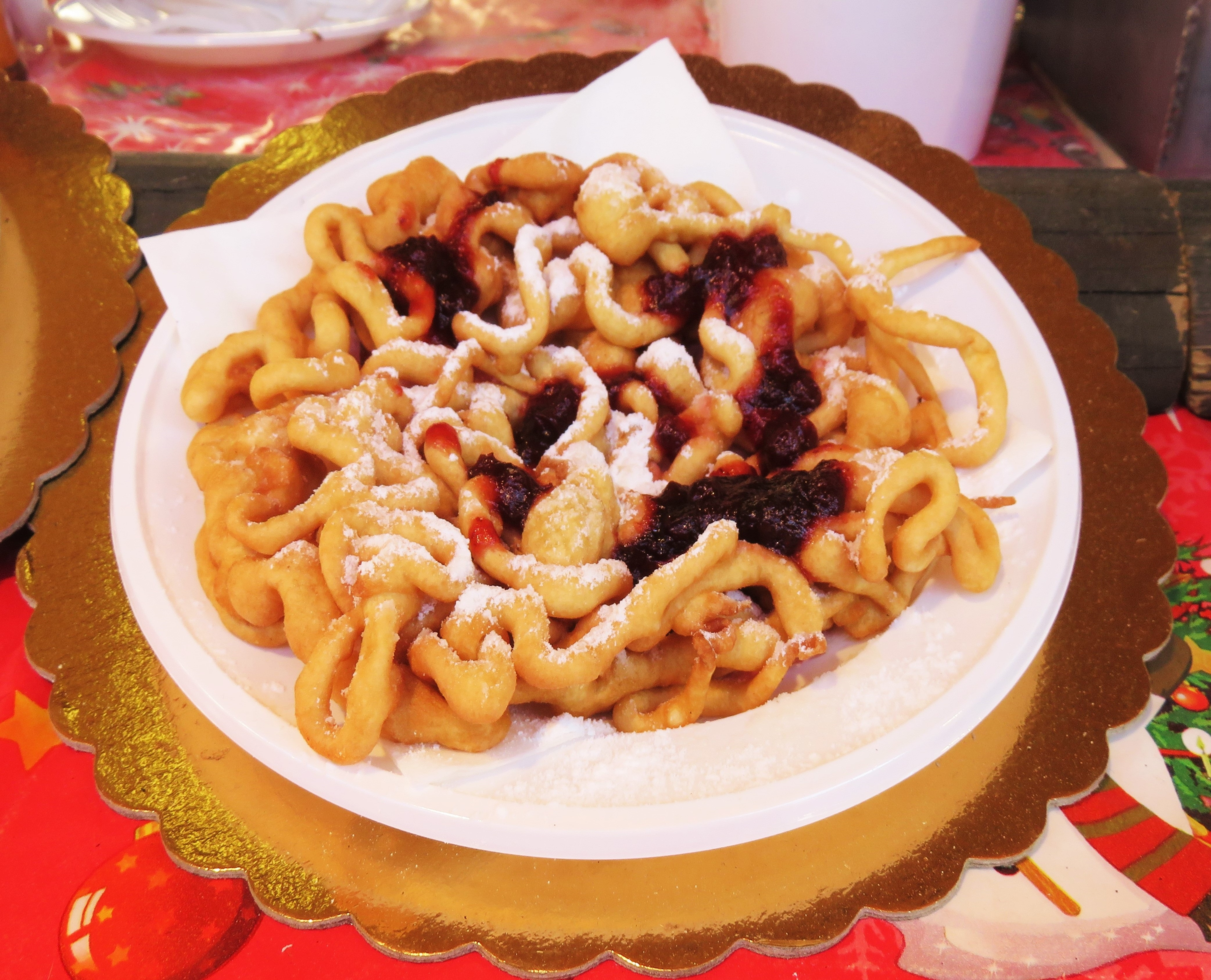
Le fortaies tipico dolce delle sagre. Inizialmente era associato in maniera peculiare ai matrimoni

La cucina tradizionale ladina mantiene tratti molto contadini. Prima dell'era moderna e dell'apertura delle valli ladine agli influssi esterni i generi alimentari erano scarsi e la preparazione dei piatti più complessi era legata soprattutto alle festività. Il numero ridotto di ingredienti a disposizione caratterizza questa cucina, che nonostante ciò ha saputo creare un numero discreto di piatti tipici.
La cucina ladina si basa principalmente sui cereali adatti al clima di montagna, che sopportano bene gli improvvisi cali di temperatura. Tali sono la segale, l'orzo, il frumento e l'avena (anche se quest'ultima era soprattutto coltivata per il consumo animale). Anche le verdure e i frutti dell’orto sono importanti, come i legumi (soprattutto fave e piselli), rape, spinaci, bietole, barbabietole, cavolo cappuccio e patate. Un ruolo di spicco è ricoperto anche dai frutti spontanei del bosco come ribes, lamponi, mirtilli, fragoline di bosco e funghi (in particolare porcini e finferli); come pure le erbe spontanee prative come il tarassaco, l'ortica, la cicerbita alpina, lo spinacio selvatico e la barba di capra. Come tutte le cucine alpine, un ruolo privilegiato è quello occupato dai latticini (latte, burro e formaggi) e le uova.
Il rapporto stretto con la cucina tirolese è innegabile, tanto da poter considerare la cucina ladina come una parte di quella tirolese. Detto ciò va osservato che l'influenza reciproca delle due cucine è difficile da definire. Come è logico pensare alcune preparazioni e quasi tutti gli ingredienti erano già in uso e conosciuti dai retoromani ben prima della germanizzazione, quindi più propriamente ladine. I piatti simbolo della cucina tirolese sono diffusissimi e radicati nella cucina ladina, come lo Strudel di mele, lo Speck (cioce), i Canederli (bales) in tutte le loro varianti (caratteristiche anche se introvabili sono le bales da fiè e da sanc, rispettivamente al fegato e al sangue) e in generale i piatti a base di carne (Gulasch, Gröstl, Tafelspitz, lesso di manzo con cipolla).
La forma di cottura preferita è la frittura, sia per i dolci che per i piatti salati. Caratteristico è il gusto per l'agrodolce, non è insolito trovare piatti salati abbinati con la sulze (marmellata particolarmente liquida e acidula) di mirtilli rossi.
Tra i piatti invece più peculiari troviamo:
Fritti salati:
- Cajincí artstis, piccoli fagotti di pasta lievitata e fritta, farciti con ricotta e spinaci, solitamente accompagnati da sulze di mirtilli rossi.
- Tutra (Tirtlen), grossi dischi di pasta fritta, farciti o con patate e ricotta, o spinaci e ricotta, o crauti.
- Crafun da segra, pagnotte fritte con anice.
- Föies da soni, rettangoli di sfoglia fritta a base di patate e farina.

A base di pasta:
- Cajincí t'ega (Schlutzkrapfen), ravioli a mezzaluna, ripieni di spinaci e ricotta.
- Gnoc' dla vedla, gnocconi a base di pane raffermo e Graukäse, spesso confusi con i canederli al formaggio, dai quali si distinguono per il forte e caratteristico sapore del Graukäse.

Zuppe:
- Panicia (Gerstensuppe), zuppa a base d'orzo, con carote, patate, sedano e tocchetti di carne grassa (solitamente selchkarree, carrè di maiale affumicato).
- Jopa da gries, zuppa a base di farina di semola, una variante (jopa da gnoc' de gries) prevede semplicemente degli gnocchi di semola in brodo.
- Jüfa, simile alla mosa, a base di farina di grano e di segale, bollite con latte e irrorate di abbondante burro fuso. È ritenuto il piatto conviviale per eccellenza dato che va consumato da una grossa padella lasciata al centro della tavola dalla quale attingono tutti i commensali.

Dolci fritti:
- Föies, simili alle chiacchiere ma meno dolci di queste.
- Furtaies (Straboli), pasta colata in olio da friggere, così da ottenere un gomitolo, accompagnati da sulze di mirtilli rossi.
- Crafuns mori, impasto simile a quello dei Krapfen, ma fritto a forma di barchetta. L'incavo viene poi riempito di marmellata.

Dolci:
- Preza, dolce molto variabile sia nella forma che nella farcitura. Solitamente a base di pasta molto lievitata e soffice, formato a treccia e farcito di uva sultanina.
- Pösl (Kaiserschmarrn), impasto a base d'uovo e farina, lievitato e strapazzato in cottura. Una variante prevede l'aggiunta di pezzi di mela.

Pane:
- Pücia, pagnotte di segale, con aggiunta di cumino, simile al Vinschger diffuso in tutto il Tirolo. Esse possono essere consumate soffici o completamente secche (nel primo caso le pagnotte saranno piccole, nel secondo saranno dei dischi di più di 20 cm di diametro).

## Sport

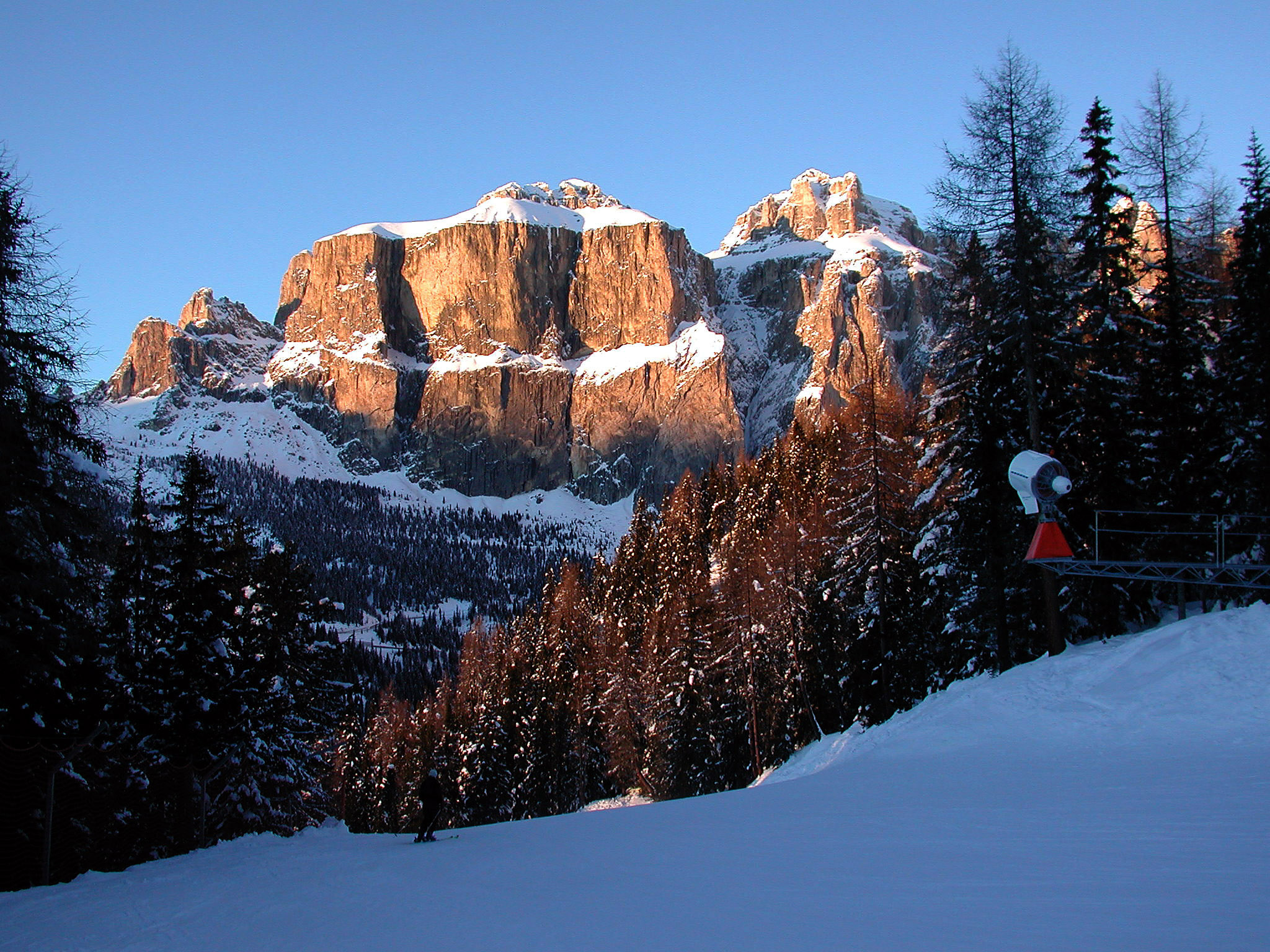
Gruppo del Sella durante l'Enrosadira. Esso rappresenta il centro geografico della Ladinia da cui si diramano quattro delle cinque valli. In primo piano un cannone per l'innevamento artificiale lungo le piste del Sellaronda.

Data la morfologia delle valli ladine, la prevalenza degli sport invernali è indiscutibile. A Cortina si sono svolti nel 1956 i VII Giochi olimpici invernali, occasione che si ripeterà nel 2026 con i XXV Giochi olimpici invernali.  Le grandi stazioni sciistiche di Plan de Corones, Alta Badia, Val Gardena, Arabba, Val di Fassa e Cortina attirano un massiccio turismo sportivo invernale. In particolare il celebre circuito del Sellaronda permette di toccare quattro delle cinque valli ladine sci ai piedi. Alcune tappe della Coppa del Mondo di sci alpino trovano sede in Ladinia. Lo slittino su pista naturale e lo sci alpino sono le discipline più praticate, mentre il curling possiede una forte tradizione a Cortina d'Ampezzo. Le Granfondo Marcialonga e Dobbiaco-Cortina sono note competizioni di sci di fondo.
Tra gli sport estivi molto praticati sono il parapendio, il deltaplano, la corsa in montagna e l'arrampicata. Non da meno lo è il ciclismo. Celebre è la competizione ciclistica annuale Maratona dles Dolomites, che attira un considerevole numero di partecipanti ogni anno.
Tra gli sport di squadra hanno seguito l'hockey su ghiaccio e il calcio. L'hockey conta tre squadre ai vertici di tale sport in Italia: H.C. Gherdëina, S.G. Cortina e H.C. Fassa; le prime due di queste annoverano anche diversi scudetti (rispettivamente 4 e 16) e tre Coppa Italia il Cortina. Tra queste tre squadre si disputa inoltre dal 2018 il Trofeo Ladino Elite, un torneo amichevole che ha luogo in estate.
Il calcio schiera una rappresentativa nazionale ladina sia maschile che femminile, che ha partecipato alle edizioni 2012, 2016 e 2021 dell'Europeada, dove la nazionale femminile ottenne la 3ª posizione nel 2021, la 4ª posizione nel 2016; mentre quella maschile ottenne il 6º posto nell'edizione del 2016.
Alcuni tra i più famosi personaggi ladini in ambito sportivo sono: la pattinatrice Carolina Kostner, la sciatrice Isolde Kostner, gli scalatori Karl Unterkircher e Tita Piaz, il fondista Renzo Chiocchetti, lo slittinista Florian Clara, la ciclista Maria Canins e il bobbista Renzo Alverà.

## Galleria d'immagini

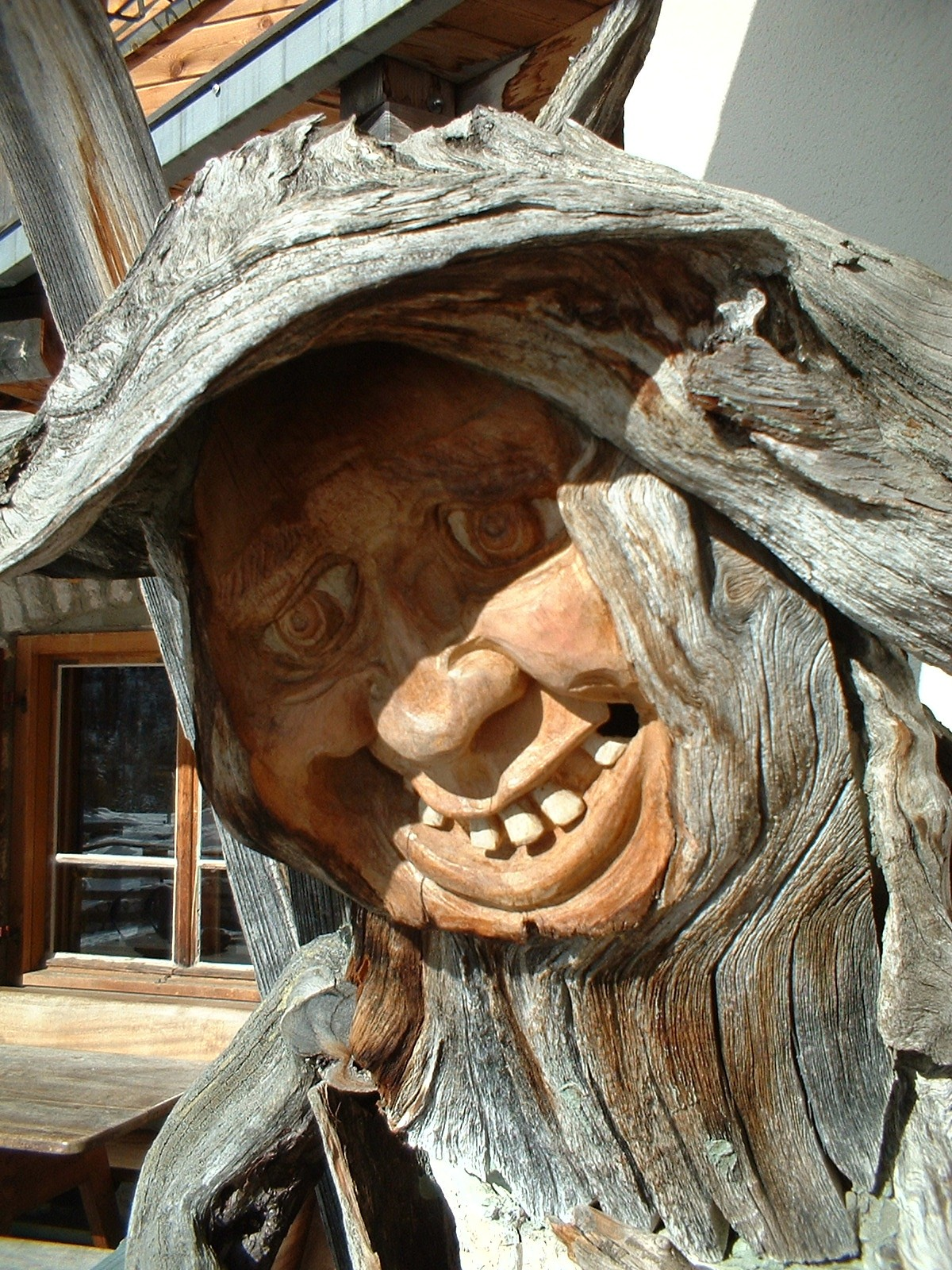
Arte ladina - Scultura su legno (Marebbe)
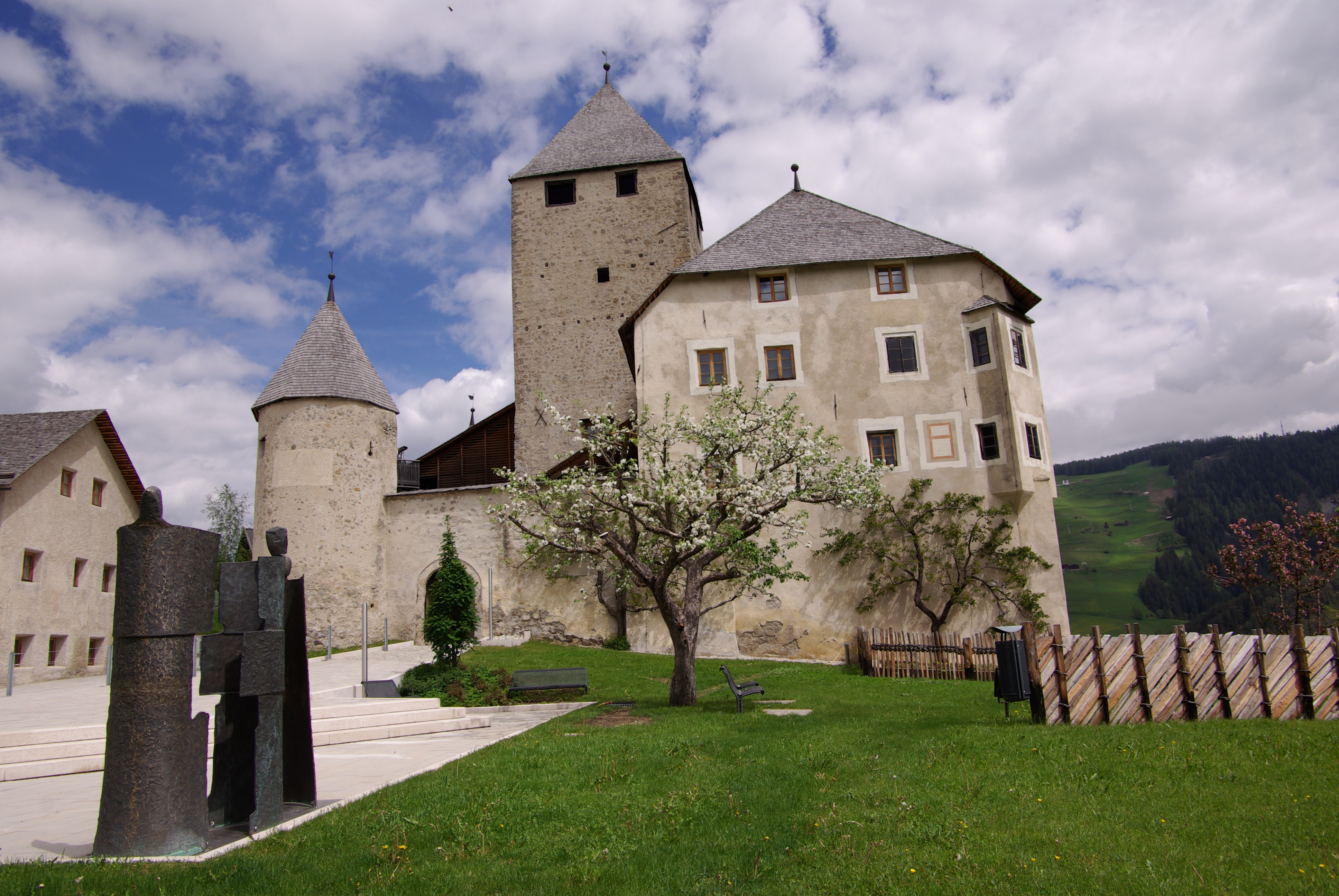
Il Castel Tor sede del Museum Ladin